# さかいゆうといっしょ
「さかいゆうといっしょ」は、さかいゆうの初のコラボレーションアルバム。

## 概要
- 初回生産限定盤は、渋谷公会堂で行われた「さかいゆう TOUR 2014 “Coming Up Roses” SPECIAL」のライブ映像を収録したDVD付。
- ジャケットイラストはリリー・フランキーが担当。

## 収録曲
1. SHIBUYA NIGHT (featuring TOMOYASU TAKEUCHI)　（竹内朋康）
  - インディーズアルバム「Yu,Sakai」収録
2. 生まれてきてありがとう feat.さかいゆう　（KREVA）
  - KREVAのシングル『青』、アルバム『心臓』収録
3. 記念日 feat.さかいゆう　（マボロシ）
  - マボロシのアルバム『マボロシのシ』収録
4. ピアノとギターと愛の詩　（大橋卓弥<スキマスイッチ>）
  - 福耳のアルバム『福耳 THE BEST ACOUSTIC WORKS』収録
5. シロクジ feat.さかいゆう 　（KOHEI JAPAN）
  - KOHEI JAPANのアルバム『大人チャレンジ』収録
6. Magic Hour feat.さかいゆう　（RHYMESTER）
  - RHYMESTERのアルバム『フラッシュバック、夏。』収録
7. LOVE & LIVE LETTER　（福耳）
  - 福耳の6thシングル
8. いつもどこでも feat.さかいゆう 　（冨田ラボ）
  - 冨田ラボのアルバム『Joyous』収録
9. Hold You feat. Yu Sakai　（Ovall）
  - Ovallのアルバム『Dawn』収録
10. ピエロチック feat.秦 基博　（秦基博）
  - 5thシングル『薔薇とローズ』収録
11. Life is feat.Emi Meyer　（Emi Meyer）
  - 3rdアルバム『Coming Up Roses』収録
12. 薔薇とローズ feat.Little Glee Monster　（Little Glee Monster）
  - 5thシングルの別バージョン
13. Mirror feat. お客さん　（Audience at さかいゆう 5th Anniversary SPECIAL LIVE）
  - テイジン企業CMソング
14. 闇夜のホタル feat.日野皓正　（日野皓正）
  - NHK BSプレミアム「アイアングランマ」主題歌

### 初回限定盤DVD
- さかいゆう TOUR 2014 “Coming Up Roses” SPECIAL

1. OPENING
2. SHIBUYA NIGHT feat.竹内朋康
3. EMERGENCY feat.竹内朋康
4. Life is feat. Emi Meyer
5. 愛するケダモノ feat. TOKU
6. ピエロチック feat. 秦 基博
7. 薔薇とローズ

## 演奏
- さかいゆう
  - Vocal
  - Chorus (#7.10-14)
  - Bass (#1)
  - Keyboards (#3)
  - Piano (#4.7.10.11.12.14)
  - Organ, Percussion (#4)
  - Additional Electric Piano (#6)
  - Rhodes (#14)
  - Other Instruments (#1.5.14)
  - Programming (#2.5)
  - All Instruments (#2.13)
- 竹内朋康 (マボロシ、ex.SUPER BUTTER DOG)
  - Guitar (#1.3)
  - Rap (#1)
- 小森耕造：Drums (#1)
- KREVA：Rap, Programming & All Instruments (#2)
- Mummy-D (マボロシ, RHYMESTER)：MC (#3)
- 佐藤洋介 (ex. COIL)：Bass (#4)
- 大酒組：Clap (#4)
- KOHEI JAPAN：Rap (#5)
- 宇多丸 (RHYMESTER)：MC (#6)
- DJ JIN (RHYMESTER)：All Programming & Instruments (#6)
- 大橋卓弥 (スキマスイッチ)
  - Vocal, Acoustic Guitar (#4.7)
  - Drums (#4)
  - Chorus (#7)
- 杏子、元ちとせ：Vocal, Chorus (#7)
- 山崎まさよし：Vocal, Chorus, Electric Guitar, Harmonica (#7)
- 岡本定義 (COIL)：Vocal, Chorus, Bass (#7)
- あらきゆうこ：Drums, Chorus (#7)
- 常田真太郎 (スキマスイッチ)：Organ (#7)
- 長澤知之：Vocal, Chorus, Electric Guitar (#7)
- 秦基博
  - Vocal, Chorus (#7.10)
  - Acoustic Guitar (#7)
- 冨田恵一：Instruments & Treatments (#8)
- 金原千恵子ストリングス：Strings (#8)
- mabanua (Ovall)：Drums (#9)
- Shingo Suzuki：Bass (#9)
- 関口シンゴ (Ovall)：Guitar (#9)
- Jun Sakuma：Keyboards (#9)
- 松原秀樹：Bass (#10)
- 玉田豊夢：Drums (#10)
- 田中義人：Electric Guitar (#10)
- 森俊之：Organ (#10)
- 西村浩二：Trumpet, Flugelhorn (#10)
- 竹野昌邦：Alto Sax (#10)
- 村田陽一：Trombone, Bass Trombone, Brass Arrangement (#10)
- エミ・マイヤー：Vocal, Chorus (#11)
- 川村竜：Wood Bass (#11)
- FUYU：Drums (#11)
- 山口周平：Acoustic Guitar (#11)
- Little Glee Monster：Vocal, Chorus, Clap (#12)
- 坂井“Lambsy”秀彰：Percussion (#12)
- Audience of さかいゆう 5th Anniversary SPECIAL LIVE：Clap (#13)
- 日野賢二：Bass (#14)
- Jay Stixx：Drums (#14)
- マサ小浜：Electric Guitar (#14)
- 日野皓正：Trumpet (#14)

### 初回特典DVD
- さかいゆう：Vocal, Keyboards
- 田中義人：Guitar
- 種子田健：Bass
- 小笠原拓海：Drums
- 吉岡悠歩、横沢ローラ：Chorus
- 竹内朋康：Guitar, Rap (#2.3)
- Emi Meyer：Vocal (#4)
- TOKU：Trumpet (#5)
- 秦基博：Vocal (#6)